# 崇文门外街道
39°53′44″N 116°25′37″E / 39.8955°N 116.4270°E
崇文门外街道是北京市东城区南部的一个街道。
1954年建石虎南大院、草厂八条、巾帽和薛家湾4个办事处，1958年9月合并为东兴隆街办事处，后改名崇文门外街道，1966年曾称南昌路街道，1979年恢复现名。
辖区面积1.12平方公里，户籍人口13810户、34084人。

## 社区
崇文门外街道目前下辖11个社区：
- 兴隆都市馨园社区
- 新世界家园社区
- 崇文门东大街社区
- 崇文门西大街社区
- 西花市南里东区社区
- 西花市南里西区社区
- 新怡家园社区
- 西花市南里南区社区
- 国瑞城西区社区
- 国瑞城中区社区
- 国瑞城东区社区